# 구미 황상동 마애여래입상
구미 황상동 마애여래입상(龜尾 凰顙洞 磨崖如來立像)은 대한민국 경상북도 구미시 황상동에 있는 남북국 시대 신라의 마애불 입상이다.
1992년 1월 15일 대한민국의 보물 제1122호 구미 황상동 마애여래입상(龜尾 黃桑洞 磨崖如來立像)로 지정되었으나, 2015년 1월 30일 '조선시대 말, 일제강점기 시기에 왜곡된 마을 한자 명칭의 복원 변경'에 따라 구미 황상동 마애여래입상(龜尾 凰顙洞 磨崖如來立像)으로 문화재명칭(한자)을 변경하였다.

## 개요
거대한 자연암벽의 동남쪽 평평한 면을 이용하여 조각한 거구의 마애여래입상이다.
민머리 위에는 상투 모양의 큼직한 머리(육계)가 있고, 얼굴에는 이목구비가 잘 정제되어 있다. 귀가 길게 느리워지고 목에는 3개의 주름이 있어 근엄하면서도 자비스러운 인상이다. 양 팔에 걸쳐 부드럽게 흘러내리고 있는 옷은 가슴부터 배꼽에 이르는 무늬가 양쪽 다리에 이르러 각기 완만한 활모양의 주름을 이루면서 흘러내린다. 손은 가슴까지 올리고 있는데, 왼손은 바닥이 안을 향하게 하고, 오른손은 밖을 향하게 하여 설법하는 자세를 취하고 있다.
이 불상은 원만한 인상, 잘 정제된 이목구비, 부드럽게 흘러내리고 있는 옷 등에서 통일신라시대의 뛰어난 작품으로 추정된다.

## 특징
산록에서 툭 튀어나온 커다란 바위면을 쪼아 부조(浮彫)한 높이 7.2미터, 어깨폭 2.8미터의 거대한 입불상이다. 이런 거대성과 함께 고(高) 부조로 중후하게 조각하여 압도하는 느낌을 준다. 육계와 나발(螺髮)이 나타나 있고 귀는 어깨까지 길게 내려와 있다. 풍만한 얼굴은 양감(量感) 있는 부피감을 더해 주며, 탄력 있는 곡선, 그리고 우아한 이목구비와 함께 매력적인 장중함을 나타내고 있다. 얇은 불의(佛依)에 감싸인 체구는 터질 듯한 팽만함으로 충만하고 있는데, 당당한 어깨, 두 손을 가슴에 모아 아미타불의 중품하생인(中品下生印)변형을 묘사한 두 손, 특히 둔부까지를 강조하여 비만스럽게 보이려 한 점과 좌우로 벌린 거대한 두 발 등에서 다소 둔중스럽게까지 느끼게 하는 작품이다. 양손을 모으고 지그시 눈을 감은 듯한 이 불상의 응시방향을 연장하여 보면 정동향으로 천생산성과 일직선상에 놓이게 된다.

## 현지 안내문
이 불상은 속칭 석현(石峴)이라 불리는 고갯길 좌측으로 솟아 있는 암벽 전면에 걸쳐 조각된 높이 7.3m의 여래입상이다.
암벽 위에는 별도의 판석을 얹어 불상의 머리 부분을 덮고 있다. 이는 고려 시대 야외에 노출된 불상에서 흔히 나타나는 형태이다. 불상은 바위의 굴곡을 따라 자연스럽게 조각하여 전체적으로 율동감을 준다. 전체적인 조각 수법으로 볼 때 이 불상은 고려 시대의 조각 양식이 잘 반영되어 있어 10세기 이후의 작품으로 추정된다.
전설에 의하면 백제군에 쫓기던 당나라의 장수가 어느 여인의 도움으로 이 바위 뒤에 숨어 목숨을 구하였는데, 이곳에 있던 여인은 간 곳이 없었다 한다.
그 여인이 부처님이라고 생각한 장수가 이 바위에 불상을 조각했다는 이야기가 전한다.

## 참고자료
- 구미 황상동 마애여래입상 - 국가유산청 국가유산포털